# Argut
Argut (ros.  Аргут ) – rzeka w Rosji, w centralnej części Ałtaju, jeden z największych dopływów rzeki Katuń (prawy dopływ). Długość rzeki wynosi 232 km, powierzchnia zlewni 9550 km².

## Przebieg rzeki
Rzeka powstaje z połączenia dwóch mniejszych rzek Ak-Alakha i Dzhazator. Zasilana jest wodą głównie z topniejącego lodowca. Na przeważającej długości rzeka płynie przez wąskie, głębokie doliny w kierunku północno - zachodnim. Ze względu na charakter przepływu można w jej biegu wyróżnić kilka odcinków:
- Górny Argut (Верхний Аргут) - 25-30 km górnego biegu; średni spadek 2,5 m/km; liczne progi, znacznie spowalniające przepływ;

- Karagemski Przełom (Карагемский прорыв) - odcinek długości 6-7 km; średni spadek 15-25 m/km; potężny przełom przez najwyższe góry Ałtaju; liczne progi i wodospady;

- Stepowy Argut (Степной Аргут) - odcinek długości 25 km, średnie nachylenie 3,5 m/km; spokojny przepływ szeroką doliną;

- Dziki Argut (Дикий Аргут) - odcinek długości 45-50 km; średnie nachylenie 8-12 m/km; potężne progi rzeczne;

- Bystry Argut (Быстрый Аргут) - odcinek przy ujściu długości około 30 km; nachylenie 3 m/km; kilka małych wodospadów.

Ujście do rzeki Katuń jako prawy dopływ w okolicach miejscowości Inja w Republice Ałtaju. 
Rzeka nie jest żeglowna. W dolnym biegu jest wykorzystywana do raftingu.